# فطينة النائب
فطينة النائب (1917 – 1993)، شاعرة ومربية عراقية.
ولدت في بغداد، وتخرجت من معهد المعلمين الأساسيين في عام (1937). تابعت دراسة اللغة الإنجليزية في كلية الملكة علياء في بغداد. درست في المدرسة الثانوية، وعملت أيضا في إدارة التعليم. تم بث شعرها على الراديو وظهرت قصائدها أيضًا في الصحافة المحلية.

## أعمالها
- لهيب الروح (شعر)(1955)
- رنين القيود (شعر) (1962)
- رصيص الحب (شعر)(1977)